# Sydamerikanska mästerskapet i basket
Sydamerikanska mästerskapet i basket spelades mellan 1930 och 2016. Herrlandslag från Sydamerika deltog och oftast spelades turneringen vartannat år. 

## Summering
| 1930 Detaljer | (Montevideo)            | Uruguay   | Alla mot alla | Argentina | Brasilien | Alla mot alla | Chile     |
| 1932 Detaljer | (Santiago)              | Uruguay   | 42–28         | Chile     | Argentina | N/A           | Ingen     |
| 1934 Detaljer | (Buenos Aires)          | Argentina | Alla mot alla | Chile     | Brasilien | Alla mot alla | Uruguay   |
| 1935 Detaljer | (Rio de Janeiro)        | Argentina | Alla mot alla | Brasilien | Uruguay   | N/A           | Ingen     |
| 1937 Detaljer | (Santiago & Valparaíso) | Chile     | Alla mot alla | Uruguay   | Brasilien | Alla mot alla | Peru      |
| 1938 Detaljer | (Lima)                  | Peru      | Alla mot alla | Argentina | Uruguay   | Alla mot alla | Brasilien |
| 1939 Detaljer | (Rio de Janeiro)        | Brasilien | Alla mot alla | Uruguay   | Argentina | Alla mot alla | Peru      |
| 1940 Detaljer | (Montevideo)            | Uruguay   | Alla mot alla | Argentina | Brasilien | Alla mot alla | Chile     |
| 1941 Detaljer | (Mendoza)               | Argentina | Alla mot alla | Peru      | Uruguay   | Alla mot alla | Chile     |
| 1942 Detaljer | (Santiago)              | Argentina | Alla mot alla | Uruguay   | Chile     | Alla mot alla | Brasilien |
| 1943 Detaljer | (Lima)                  | Argentina | Alla mot alla | Uruguay   | Peru      | Alla mot alla | Chile     |
| 1945 Detaljer | (Guayaquil)             | Brasilien | Alla mot alla | Uruguay   | Argentina | Alla mot alla | Chile     |
| 1947 Detaljer | (Rio de Janeiro)        | Uruguay   | Alla mot alla | Brasilien | Chile     | Alla mot alla | Ecuador   |
| 1949 Detaljer | (Asunción)              | Uruguay   | Alla mot alla | Brasilien | Chile     | Alla mot alla | Peru      |
| 1953 Detaljer | (Montevideo)            | Uruguay   | Alla mot alla | Brasilien | Chile     | Alla mot alla | Paraguay  |
| 1955 Detaljer | (Cúcuta)                | Uruguay   | Alla mot alla | Paraguay  | Brasilien | Alla mot alla | Argentina |
| 1958 Detaljer | (Chile)                 | Brasilien | Alla mot alla | Uruguay   | Paraguay  | Alla mot alla | Argentina |
| 1960 Detaljer | (Cordoba)               | Brasilien | Alla mot alla | Paraguay  | Argentina | Alla mot alla | Uruguay   |
| 1961 Detaljer | (Rio de Janeiro)        | Brasilien | Alla mot alla | Uruguay   | Argentina | Alla mot alla | Paraguay  |
| 1963 Detaljer | (Lima)                  | Brasilien | Alla mot alla | Peru      | Uruguay   | Alla mot alla | Argentina |
| 1966 Detaljer | (Mendoza & San Juan)    | Argentina | Alla mot alla | Brasilien | Peru      | Alla mot alla | Uruguay   |
| 1968 Detaljer | (Asunción)              | Brasilien | Alla mot alla | Uruguay   | Peru      | Alla mot alla | Paraguay  |
| 1969 Detaljer | (Montevideo)            | Uruguay   | Alla mot alla | Brasilien | Argentina | Alla mot alla | Peru      |
| 1971 Detaljer | (Montevideo)            | Brasilien | Alla mot alla | Uruguay   | Argentina | Alla mot alla | Peru      |
| 1973 Detaljer | (Bogotá)                | Brasilien | Alla mot alla | Argentina | Peru      | Alla mot alla | Uruguay   |
| 1976 Detaljer | (Medellín)              | Argentina | Alla mot alla | Brasilien | Uruguay   | Alla mot alla | Paraguay  |
| 1977 Detaljer | (Valdivia)              | Brasilien | Alla mot alla | Uruguay   | Argentina | Alla mot alla | Venezuela |
| 1979 Detaljer | (Bahía Blanca)          | Argentina | Alla mot alla | Brasilien | Uruguay   | Alla mot alla | Chile     |
| 1981 Detaljer | (Montevideo)            | Uruguay   | Alla mot alla | Brasilien | Argentina | Alla mot alla | Chile     |
| 1983 Detaljer | (São Paulo)             | Brasilien | Alla mot alla | Argentina | Uruguay   | Alla mot alla | Venezuela |
| 1985 Detaljer | (Medellín)              | Brasilien | Alla mot alla | Uruguay   | Argentina | Alla mot alla | Venezuela |
| 1987 Detaljer | (Asunción)              | Argentina | –             | Venezuela | Brasilien | –             | Uruguay   |
| 1989 Detaljer | (Machala & Guayaquil)   | Brasilien | Alla mot alla | Argentina | Uruguay   | Alla mot alla | Venezuela |
| 1991 Detaljer | (Valencia)              | Venezuela | 122–121       | Brasilien | Argentina | Alla mot alla | Uruguay   |
| 1993 Detaljer | (Guaratinguetá)         | Brasilien | 82–76         | Argentina | Venezuela | –             | Uruguay   |
| 1995 Detaljer | (Montevideo)            | Uruguay   | 89–74         | Argentina | Brasilien | 85–63         | Venezuela |
| 1997 Detaljer | (Maracaibo)             | Uruguay   | Alla mot alla | Venezuela | Argentina | Alla mot alla | Brasilien |
| 1999 Detaljer | (Bahía Blanca)          | Brasilien | 73–67         | Argentina | Venezuela | 99–77         | Uruguay   |
| 2001 Detaljer | (Valdivia)              | Argentina | 76–69         | Brasilien | Venezuela | 94–90         | Uruguay   |
| 2003 Detaljer | (Montevideo)            | Brasilien | 83–80         | Argentina | Uruguay   | 88–82         | Venezuela |
| 2004 Detaljer | (Campos dos Goytacazes) | Argentina | 95–78         | Brasilien | Venezuela | 76–74         | Uruguay   |
| 2006 Detaljer | (Caracas)               | Brasilien | 92–61         | Uruguay   | Argentina | 95–78         | Venezuela |
| 2008 Detaljer | (Puerto Montt)          | Argentina | 100–95        | Uruguay   | Venezuela | 87–72         | Brasilien |
| 2010 Detaljer | (Neiva)                 | Brasilien | 87–77         | Argentina | Uruguay   | 76–70         | Venezuela |
| 2012 Detaljer | (Resistencia)           | Argentina | 79–56         | Venezuela | Uruguay   | 80–68         | Brasilien |
| 2014 Detaljer | (Isla Margarita)        | Venezuela | 74–65         | Argentina | Brasilien | 66–61         | Uruguay   |
| 2016 Detaljer | (Caracas)               | Venezuela | 64–58         | Brasilien | Uruguay   | 87–83         | Argentina |